# ماریامادزور
ماریامادزور (به ارمنی: Մարիամածոր) یک منطقهٔ مسکونی در جمهوری آرتساخ است که در استان هادروت واقع شده‌است. ماریامادزور ۲۵۸ نفر جمعیت دارد.